# Премия имени К. Бэра
Премия имени Карла Бэра — учреждённая в 1864 году Петербургской Академией наук премия в области биологии и естествознания, в честь 50-летия научной деятельности Карла Бэра.
Основу финансирования премии составляли проценты с «6808 руб. 98 коп., оставшихся неизрасходованными из капитала, собранного подпискою по случаю празднования пятидесятилетия со дня получения г. Бэром звания доктора… с тем, чтобы оне носили название „Премий Тайного Советника Бэра“ и были присуждаемы за лучшие сочинения по части естествознания».
В 1874 году была также учреждена золотая медаль его имени стоимостью 200 рублей, присуждаемая раз в 3 года. Надпись на медали гласила: Orsus ab ovo hominem homini ostendit — «начав с яйца, он показал человеку человека».
Еще одна медаль - почетная юбилейная медаль имени К. М. Бэра - была учреждена в 1892.

## Награждённые учёные
- 1867 — Илья Ильич Мечников, Александр Онуфриевич Ковалевский — за работы по эмбрилогии
- 1870  — А. Бетхер (за работы по гистологии), И.И. Мечников, А.О. Ковалевский (за работы по эмбриологии)
- 1873 — Эдмунд Руссов — труд по анатомии растений «Vergleichende Untersuchungen der Leitbündel Kryptogamen»
- 1876  — А. Гетте (денежная премия) — за работу по эмбриологии земноводных, А.А. Бунге (золотая медаль Бэра) — за цикл работ по изучению флоры России
- 1879 — Биддер, Фридрих Генрих
- 1882 — Воронин, Михаил Степанович
- 1888 — Владимир Валерьянович Подвысоцкий — за исследования по регенерации печени и ацинозных желез
- 1894 — Догель, Александр Станиславович
- 1900 — Владимир Михайлович Бехтерев — «Проводящие пути спинного и головного мозга»
- 1904 — Сергей Гаврилович Навашин
- 1905 — Михаил Дмитриевич Рузский — «Муравьи России»
- 1909 — Владимир Леонтьевич Комаров — «Флора Маньчжурии»
- 1914 — Порфирий Никитич Крылов — «Флора Алтая и Томской губернии»

(список может быть не полон)